# Радна станица
Рачунарска радна станица (енгл. Workstation) је рачунар намењен за високо захтевне задатке и обично има вишеструко боље могућности него обични лични рачунар, поготову по питању графике и процесора. Због свега тога радне ћелије су изузетно скупе до толике мере да би се за тај новац могао узети аутомобил. Радну ћелију одликује веома брз диск систем са SCSI или Fibre Channel, јаке 3D убрзивачке картице, један или више процесора, веома велике количине RAM меморије, као и ефикасно хлађење свих делова. 